# Кёкусин-кан каратэ-до
Кёкусин-кан каратэ-до(極真館 яп. «зал высшей истины»), также киокусин-кан, киокусинкан — федерация киокусинкай, созданная Хацуо Роямой. Верным заветам Масутацу Оямы, обеспокоенный нынешним положением Кёкусинкай и негативными тенденциями в его развитии.

## Пояса
| кю                                        | цвет пояса |
| 10 кю (оранжевый пояс)                    |            |
| 9 кю (оранжевый пояс с голубой полоской)  |            |
| 8 кю (синий пояс)                         |            |
| 7 кю (синий пояс с жёлтой полоской)       |            |
| 6 кю (жёлтый пояс)                        |            |
| 5 кю (жёлтый пояс с зелёной полоской)     |            |
| 4 кю (зелёный пояс)                       |            |
| 3 кю (зелёный пояс с коричневой полоской) |            |
| 2 кю (коричневый пояс)                    |            |
| 1 кю (коричневый пояс с золотой полоской) |            |
| 1—9 дан (чёрный пояс)                     |            |

В некоторых организациях применяется также поясная система для белых поясов например:обычно встречается белый пояс с оранжевой полосой.Но в других для детей от 3-до 6лет применяется такая система;
1.белый с оранжевой полоской
2.белый с синий полоской
3.белый с желтой полоской
4.белый с зелёной полоской
5.белый с коричневой полоской
6.белый с черной полосой.

## Техника
- Маваси гери
- Гяко Цуки

### Менее распространённые удары
- Ура маваси гери
- Мае гери
- кайтен маваси гери

Удары можно наносить один за другим, формируя связки.

### Техника на месте
- Йоко Уракен Учи

## Ката
Ката — комплекс ударов и блоков в передвижении

## Правила
Время поединка — 2 минуты. При ничейном результате назначается дополнительное время — 2 минуты. При повторном ничейном результате объявляется взвешивание (победителем объявляется более легкий участник, уступающий сопернику в весе 3 кг и более). Если победитель не определен и по результатам взвешивания, то объявляется последнее дополнительное время — 2 минуты.
Весовые категории
- легкий вес (до 70 кг);
- средний вес (до 80 кг);
- полутяжелый вес (до 90 кг);
- тяжелый вес (свыше 90 кг).

Запрещённые приёмы:
- Удары в пах
- Удары руками в голову
- Удары в спину
- Удары головой
- Захваты
- Добивание

- Атаки из положения упершись головой в голову противника[4]

За нарушение более трёх раз следует дисквалификация.

## Экзамены
Для присвоения ученических и мастерских степеней претенденты должны сдать экзамен, включающий: знание базовой техники, ката, упражнения на силу и выносливость, кумите и на некоторые пояса тамэсивари. В отличие от Кёкусинкай, претендент на пояс сдаёт технику только на этот пояс.
самый большой вклад в историю каратэ киукушинкай в Оренбургской области сделали следующие мастера.